# 門葉
門葉（もんよう）とは、一般的に血縁関係がある一族を指す。後に、擬似的な血縁関係で編成された家臣団での格式を指す名称としても使用される。鎌倉幕府においては源頼朝（鎌倉殿）の一門としての処遇を受けた者をいう。御門葉（ごもんよう）とも。

## 概要
『吾妻鏡』には門葉について下記の記事がある。
これは平家追討において、甲斐源氏の板垣兼信が源氏一門でありながら坂東平氏の土肥実平より下位に置かれることへの不満を述べたものである。頼朝は兼信の要求を一蹴しているが、門葉（源氏一族）と家人（御家人）という概念があったことが分かる。
これは毛呂季光と中条家長が些細な理由で喧嘩を起こした記事である。ここで季光は門葉に準じると記されており、当時の幕府では季光の上位に門葉という存在があったことがうかがえる。季光は文治2年（1186年）、頼朝の推挙で豊後守に任じられている。豊後は関東御分国（頼朝の知行国）だった。
『吾妻鏡』文治5年（1189年）7月19日条は、頼朝が軍勢を率いて鎌倉から奥州へ発向した記事である。御供の輩として御家人の名が列挙されているが、季光より前に名があるのは下記の9名である。
- 平賀義信（武蔵守）
- 安田義定（遠江守）
- 源範頼（三河守）
- 加賀美遠光（信濃守）
- 大内惟義（相模守、平賀義信の嫡男）
- 源広綱（駿河守）
- 足利義兼（上総介）
- 山名義範（伊豆守）
- 安田義資（越後守）

9名はいずれも清和源氏で国司の地位にあり、様々な儀式の場で頼朝の御後に列している。頼朝は律令制の公卿（三位以上）、諸大夫（四位、五位）、侍（六位）の位階秩序を、将軍家（公卿）、門葉・准門葉（諸大夫）、一般御家人（侍）に当てはめることで一門と御家人の格差を明確化し、幕府の身分秩序の構築を意図していたとする見解もある。また、元暦・文治年間の幕府席次において門葉筆頭ともいえる座を占めている平賀義信は、源義朝・頼朝親子への忠勤を認められたためと推定されている。
一族組織が脆弱だった頼朝は門葉が将軍家の藩屏となることを期待したと思われるが、彼らは逆に頼朝の権力を脅かす存在でもあった。門葉は建久年間になると次々に消えて、頼朝没年には平賀義信・大内惟義の親子を残すのみとなった。正治2年（1200年）4月1日、北条時政が遠江守に任じられたことで、御家人に対する門葉の優位は失われた。頼朝が最も信頼を置いていた平賀氏（大内氏）は承久の乱で北条氏との抗争に敗れ没落することになる。
門葉の中で足利氏だけは北条氏と縁戚関係を結び続け、また得宗との政治的対立を避けることで勢力を維持した。宝治2年（1248年）、足利義氏が結城朝光との争論において足利氏は「右大将家の御氏族」であると主張したのに対して、幕府は足利氏と結城氏は対等とする判断を下しているが（『吾妻鏡』宝治2年閏12月28日条）、鎌倉後期になっても足利氏の幕府内における序列は総じて高いものであり、足利貞氏は執権北条貞時から源氏嫡流と認められていたとする見解もある。ただし、鎌倉時代の足利氏が「源氏の嫡流」だったとする同時代の史料は確認できず、この説が記されているのは戦国時代成立の『今川記』『今川家譜』であり、鎌倉時代における足利氏の位置付けは「源氏の嫡流」ではなく「御家人の中の名門」と考えるのが妥当とする見解もある。